# Diocèse de Datong

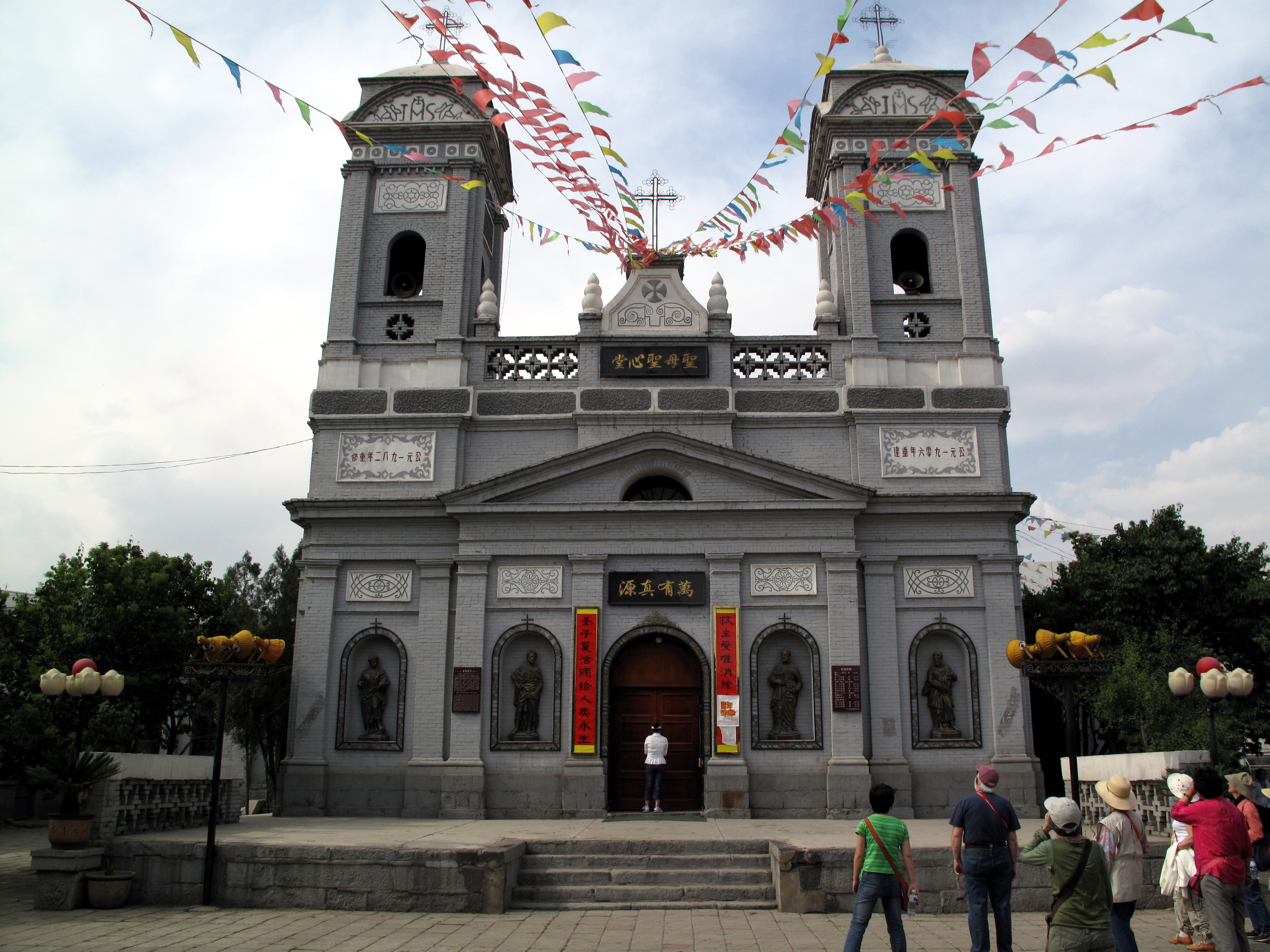
Cathédrale de Datong

Le diocèse de Datong (Dioecesis Tatomensis) est un siège de l'Église catholique en Chine, suffragant de l'archidiocèse de Taiyuan. Il comptait en 1950 un nombre de 7.702 baptisés pour environ 1.000.000 d'habitants. Le siège est aujourd'hui vacant.

## Territoire

Situation du diocèse

Le diocèse comprend une partie nord de la province du Shanxi.
Le siège épiscopal se trouve à Datong, à la cathédrale du Cœur-Immaculé-de-Marie.

## Histoire
Le territoire est évangélisé depuis la fin du XIXe siècle par les franciscains italiens. La préfecture apostolique de Datongfu est érigée le 14 mars 1922 par le bref apostolique Concreditum Nobis de Pie XI, recevant son territoire du vicariat apostolique du Chan-Si septentrional (aujourd'hui archidiocèse de Taiyuan). Elle est confiée aux missionnaires belges de la congrégation du Cœur Immaculé de Marie (scheutistes).
Le 17 juin 1932, la préfecture apostolique est élevée au rang de vicariat apostolique par le bref Ut prosperitati spirituali du même pontife.
Lz 11 avril 1946, le vicariat apostolique est élevé au statut de diocèse par la bulle Quotidie Nos de Pie XII.
Le gouvernement par le biais de son association patriotique nomme le 8 juillet 1990 un évêque (non reconnu par Rome), Thaddeus Guo Yingong. Il meurt en 2005.

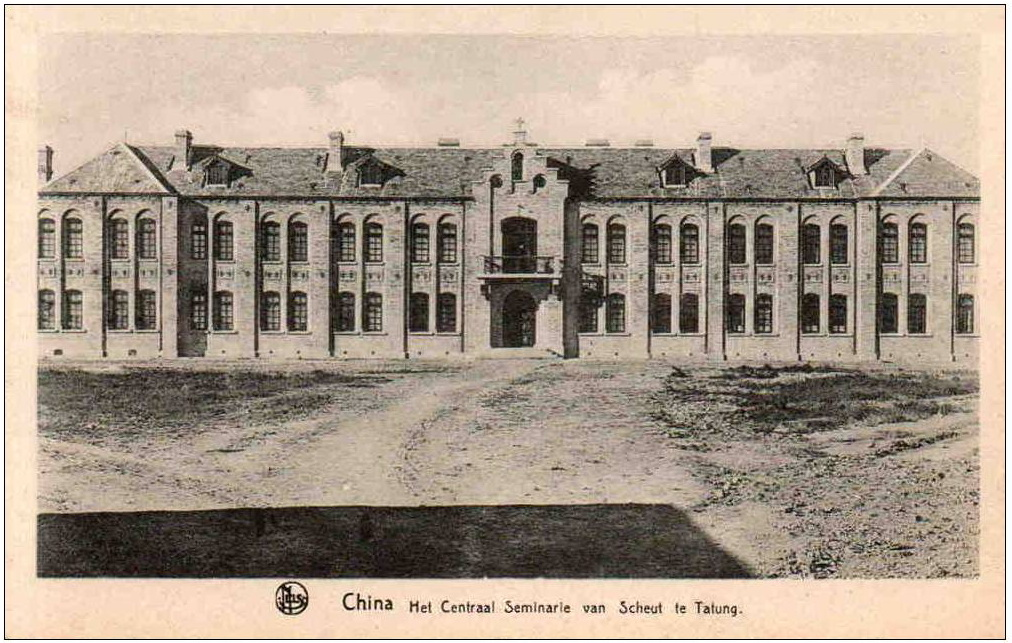
Ancien séminaire de Datong (Tatung), tenu par les scheutistes (début des années 1930)
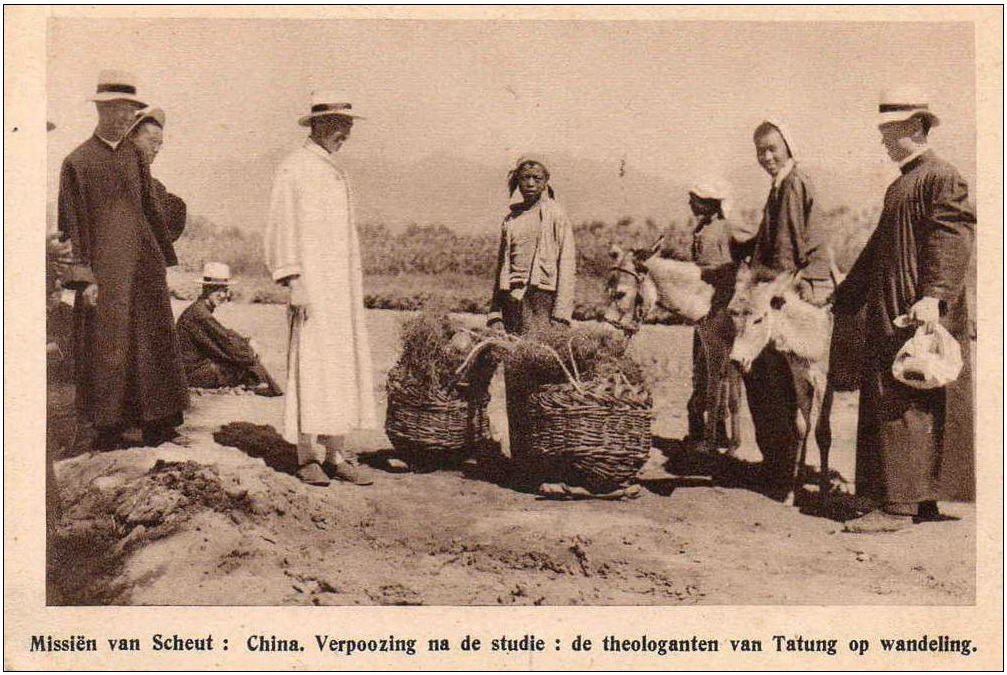
Séminaristes en année de théologie du séminaire de Datong, en promenade (début des années 1930)

## Ordinaires
- Père Gérard-Joseph Hoogers, C.I.C.M. † (3 mars 1923 - 28 septembre 1931)
- Mgr Franciscus (Frans) Joosten, C.I.C.M. † (21 juin 1932 - 20 novembre 1947)
  - Sede vacante
  - Thaddeus Guo Yingong † (8 juillet 1990 consacré - 4 janvier 2005)

## Statistiques
Le diocèse comptait à la fin de l'année 1950 sur une population d'environ un million d'habitants un nombre de 7.702 baptisés (0,8% de la population).